# Cio (cidade)

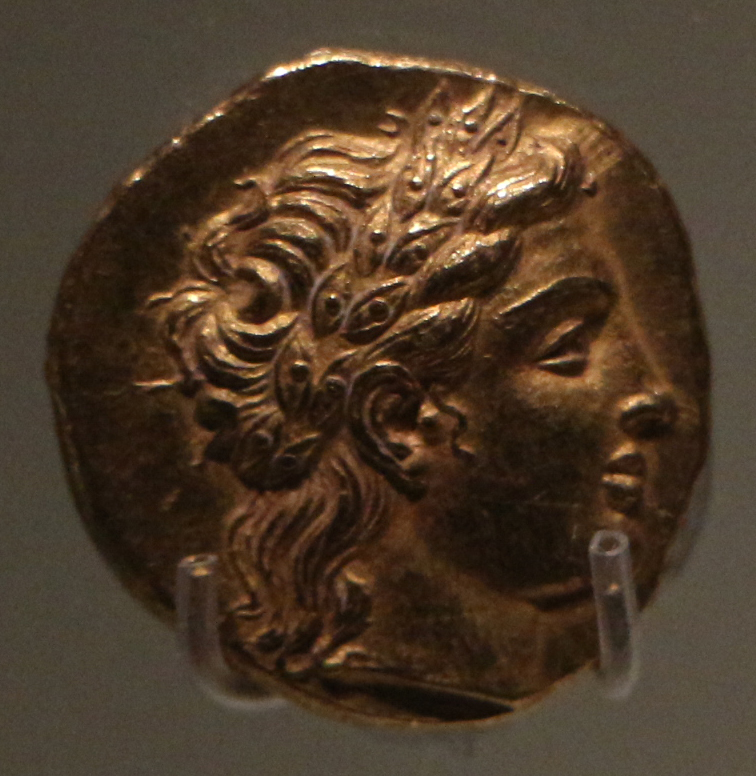
Moeda de Cio do século IV a.C.

Cio (em grego: Kίος; romaniz.: Kios; em latim: Cius), também chamada Prusa ou Prúsia no Mar (em latim: Prusias ad Mare) em honra a Prúsias I da Bitínia ou "Cio da Mísia" por Heródoto e Xenofonte, foi uma antiga cidade grega situada na costa do mar de Mármara, na região da Bitínia. Pouco resta atualmente da cidade, situada a leste da moderna cidade turca de Gemlik, na província de Bursa.
Tradicionalmente, diz-se que foi colonizada por milésios. A história mitológica conta que Hilas, um do companheiros de Héracles, foi raptado pelas ninfas até o sopé do monte Argantônio, onde a cidade foi fundada; também Cio, outro acompanhante, ali fez uma pausa quando retornava de Cólquida e fundou a cidade que lhe tomou o nome. Plínio menciona que lá corria um par de rios com o nome dos personagens mitológicos.
A cidade de Cio foi tomada pelo general persa Himes, depois de incendiar Sardes em 499 a.C.. Filipe V da Macedônia conquistou a cidade e entregou-a a Prúsias I da Bitínia, que foi o responsável por reconstruí-la e rebatizá-la com o seu nome. Durante o período romano, vários autores greco-romanos como Plínio, o Velho, Pompônio Mela e Zósimo fazem referência a cidade com seu nome original, o que talvez indique a retomada do nome anterior. Durante a Idade Média, Cio abrigou a fortaleza de Cibotos.